# Abbaye de Pforta
L’abbaye de Pforta est une ancienne abbaye cistercienne fondée en Allemagne. Fondée en 1132 et fermée en 1540, elle n'est toutefois pas détruite ; elle est aujourd'hui occupée par l'École régionale de Pforta.

## Toponymie et localisation
L'abbaye est située dans la vallée de la Saale, à mi-chemin entre le village de Bad Kösen et la ville épiscopale de Naumbourg, à l'extrême sud du land de Saxe-Anhalt. Le nom de « Pforta » (« porte » peut faire référence à la situation stratégique de l'abbaye, aux portes de la Thuringe, mais aussi à la « porte du ciel » que les moines voulaient y créer.

## Histoire

### Fondation

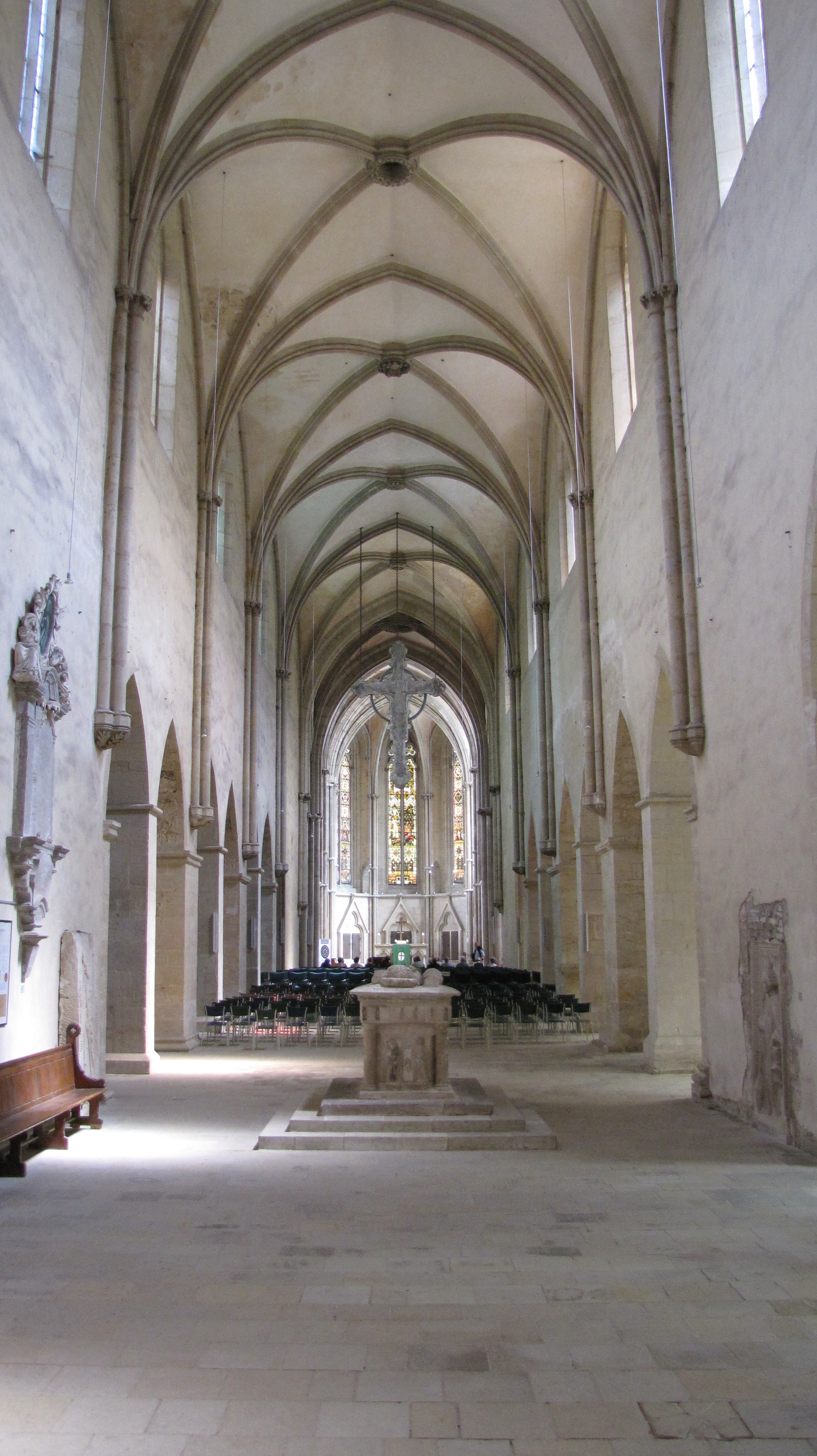
L'intérieur de l'église abbatiale.

L'abbaye est fondée en 1132 par les moines de l'abbaye de Walkenried, elle-même fondée depuis trois ans seulement. Ils viennent à Pforta à l'invitation de l'évêque de Naumbourg, Udi Ier de Thuringe (de). Cette première tentative est faite à Schmölln, en Thuringe, mais n'aboutit pas, le site étant trop défavorable. Les Bénédictins installés là en 1127 n'avaient pas eu plus de succès que les Cisterciens.
L'évêque, voulant disposer d'un monastère cistercien sur son territoire, propose un nouveau site aux moines de Walkenried, celui de Pforta ; ce dernier s'avère convenir beaucoup mieux. La première pierre de l'église abbatiale est posée le 30 octobre 1137.

### La prospérité médiévale
L'abbaye prospère relativement lentement : ce n'est qu'au bout de quarante ans (sous l'abbatiat d'Adelold) qu'elle fonde sa première abbaye-fille. À cette époque, l'abbaye de  Pforta compte environ 80 moines. Ce succès est durable, l'abbaye fondant en tout quatre autres monastères, en Allemagne, mais aussi en Pologne et en Lettonie, ces abbayes-filles ayant elles-mêmes une filiation de dix établissements cisterciens s'étendant largement dans les pays slaves et baltes (Pologne et Estonie).
Une des particularités de Pforta est d'avoir construit son économie sur la culture de la vigne, culture qui perdure jusqu'à aujourd'hui. En 1154, le premier vignoble est lancé. En cent quarante ans d’existence, vers 1275, l'abbaye avait multiplié par dix ses possessions initiales.
D'autre part, les cisterciens mettent en place l'aménagement de la région, suivant les techniques éprouvées testées à Walkenried (ce sont les moines qui ont réalisé l'aménagement hydraulique du massif de la Harz) : drainage de la Saale, construction de digues anti-crues, construction d'un canal desservant le monastère, etc. Ce sont également les moines qui lancent la pomme Borsdorfer (de).

### Les crises et la fin de l'abbaye cistercienne
Après une longue période de prospérité (1135-1375), le monastère entre en crise. La règle est suivie moins fidèlement, les vocations diminuent et la prospérité économique décroît en parallèle. Lors de l'élection de l'abbé Johannes, quatrième du nom, en 1515, on trouve encore quarante-deux moines et sept frères convers à l'abbaye ; mais une inspection du duc Georges de Saxe révèle le manque de piété et de moralité des moines. Le dernier abbé, Peter Schederich, est élu en 1533.
Le 9 novembre 1540, à la suite de la Réforme, et plus particulièrement de la succession de Saxe, Henri remplaçant son frère Georges, le monastère est sécularisé . Il reste alors à l'abbaye l'abbé, onze moine et quatre convers.

### L'école

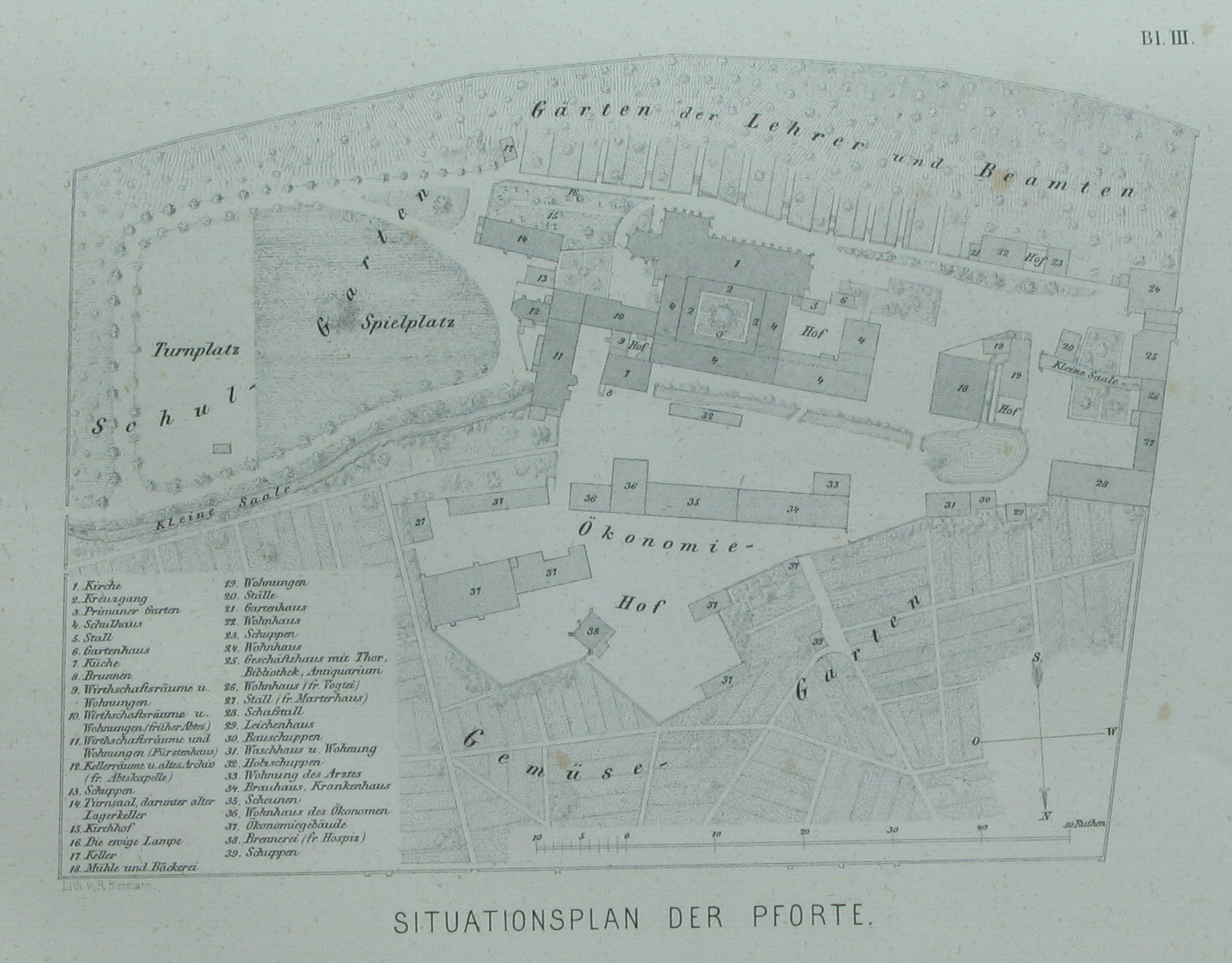
Plan du complexe dans son état actuel.

Après les moines, l'abbaye est transformée en école par Maurice, duc de Saxe, l'école régionale de Pforta. De nombreuses personnalités connues y font leur scolarité : Johann Gottlieb Fichte, Novalis, August Ferdinand Möbius et surtout Friedrich Nietzsche. Ce dernier décrit Pforta comme la « bonne école » mais aussi la « dure école » dont la discipline forge l'homme inflexible.

## L'abbaye
L'abbaye était disposée selon un plan traditionnel cistercien. Contrairement à la majorité des abbayes, mais selon une tradition bien établie dans de nombreux sites, compte tenu de la configuration du terrain, et en particulier du cours d'eau, l'église abbatiale est située non au nord, mais au sud du cloître.